# 국가테러대책센터
국가테러대책센터(영어: National Counterterrorism Center, 약칭: NCTC)는 미국 버지니아주 메클레인에 위치한 미국 정부기관이다. 2003년에 대통령 행정명령으로 설립되었으며, 현재는 미국 국가 정보국(DNI) 산하에 있다. CIA, FBI, 펜타곤 등 연방 정부의 관련 전문가들을 한곳에 모았다. 2012년 에릭 홀더 법무장관은 테러와 관련된 미국 시민권자에 대한 광범위한 정보를 수집, 저장, 분석할 권한을 부여했다.

## 역사
2003년 5월 1일, 조지 W. 부시 대통령의 행정명령 13354호로 설립된 Terrorist Threat Integration Center (TTIC)가 NCTC의 전신이다. 2001년 9월 11일 911 테러를 조사한 911 위원회의 권고로 설립되었다. 2004년 정보기관 개혁 및 테러방지법 제정으로 TTIC에서 NCTC로 개명하였으며, 미국 국가 정보국(DNI) 산하로 재배치되었다.

## 브레넌
미국 공화당 정부 시절인 2004년 NTCT의 초대 임시 국장은 존 브레넌이었다. 2016년 현재 미국 민주당 오바마 정부의 CIA 국장이다. 존 브레넌은 수천명의 외국 테러리스트를 재판없이 살해한 드론 암살로 매우 유명하다. 킬 리스트 참조.

## 대한민국
2016년 미국의 NCTC를 벤치마킹한 대테러 컨트롤타워를 설치하는 테러방지법 제정문제로 여야가 대치하였다.

## 같이 보기
- 살인면허
- 킬 리스트
- 테러방지법
- CIA 대테러 센터